# Escuintla (kommun)
Escuintla är en kommun i Mexiko.   Den ligger i delstaten Chiapas, i den sydöstra delen av landet, 800 km sydost om huvudstaden Mexico City. Antalet invånare är 30 068.
Följande samhällen finns i Escuintla:
- Escuintla
- Nuevo Llano Grande
- Manacal Llano Grande
- Francisco Villa
- Ovando Turquía
- El Arenal
- 4 de Octubre
- Hoja Blanca
- Jalapa
- Fraccionamiento Nuevo Milenio
- Guadalupe
- Grijalva
- Las Vegas
- Ricardo Flores Magón
- La Veguita
- Belisario Domínguez
- El Recuerdo
- Nueva California
- Las Malvinas
- Las Nubes
- Llano Grande Palestina
- Brisas del Soconusco
- Ojo de Agua
- Nueva Reforma
- El Horizonte I
- 3 de Mayo
- Santa Emilia
- 15 de Junio Dos
- Ocho de Agosto
- Santa Isabel
- San Lucas
- Cuauhtémoc Chachalaca
- San Benito
- El Jordán
- La Esperanza
- Zacualpa Dos
- Fracción Bandera
- Agua Escondida
- Canutillo
- Bolivia
- Doctor Belisario Domínguez
- Buenavista III
- Buenavista
- Vega de Juárez